# Labeaga
Labeaga (en espagnol et en basque) est un village situé dans la commune d'Igúzquiza dans la Communauté forale de Navarre, en Espagne. Il est doté du statut de concejo.
Labeaga est situé dans la zone linguistique castillanophone de Navarre.